# أتنانو (أسطورة)
أتنانو (بالإنجليزية: Atnatu)‏ في الأساطير الأسترالية: الإله الخالق لذاته الذي يعاقب بعض أبنائه بالقائهم من ثقب في السماء ليطرحهم خارجها.